# Lopheremaeus
Lopheremaeus – rodzaj roztoczy z kohorty mechowców i rodziny Plateremaeidae.
Rodzaj ten został opisany w 1987 roku przez Adilsona Diasa Paschoala. Gatunkiem typowym wyznaczono Plateremaeus mirabilis.
Mechowce te mają oskórek ciała i odnóży o dołeczkowatej rzeźbie. Apodemy rostralne nie tworzą kształtu trójkąta. Notogaster w obrysie prawie okrągły. Długie, cylindryczne sensilusy są proste i mają małe kolce u wierzchołka. Otwór płciowy oddalony od odbytowego. Szczeciny genitalne występują w liczbie 7 par, aggenitalne 1 pary, analne 4 par, a adanalne 3 par. Na epimerach 31 szczeciny.
Rodzaj zamieszkujący Stary Świat.
Należą tu 3 opisane gatunki:
- Lopheremaeus laminipes (Berlese, 1916)
- Lopheremaeus mirabilis (Csiszár, 1962)
- Lopheremaeus tunicatus (Balogh, 1958)